# Dyssegårdskirken
Dyssegårdskirken er en kirke i Dyssegård Sogn i Gentofte Kommune i (Region Hovedstaden).
Kirken er tegnet af arkitekten Georg Palludan og blev bygget 1957-61 på det højeste punkt i sognet, hvor Dyssegården oprindeligt lå. Kirken er orienteret nord-syd med indgang i nord og alter i syd, og er et eksempel på den funkisstil som gik forud for de helt utraditionelle kirker. Alterprydelsen er et freskomaleri, ‘Kristus stående over de opstandne’, udført af Holmer Trier. I 1991-96 blev kirkens menighedslokaler moderniseret, og der er opført et nyt kapel og mod øst en sognegård med mødelokaler og kontorer.

## Historie
Dyssegården var en bondegård, der senere har navngivet kvarteret og postdistriktet Dyssegård. Gården, der lå i den sydlige del af Gentofte Kommune, blev opført 1769 og brændte ned i 1933. Da gården brændte ned, blev Dyssegårdskirken i stedet opbygget på grunden.

## Eksterne kilder og henvisninger
- Dyssegårdskirken Arkiveret 19. september 2015 hos  Wayback Machine hos KortTilKirken.dk
- Lokalhistorie om Dyssegård sogn Arkiveret 14. januar 2013 hos  Wayback Machine